# Stora Lauvøyna
Stora Lauvøyna est une île norvégienne du comté de Hordaland appartenant administrativement à Hauglandshella.

## Description
Rocheuse et désertique, elle s'étend sur environ 421 m de longueur pour une largeur approximative de 245 m. Elle est traversée à sa pointe sud par la route Fv219.